# Graffiti Art magazine
Graffiti Art Magazine est un bimestriel bilingue français-anglais basé à Paris consacré à l'art contemporain urbain et distribué dans quinze pays. Graffiti Art Magazine est édité par ArtxPace depuis octobre 2019.

## Historique
2008-2013
Créé en 2008 par Nicolas Chenus, Graffiti Art Magazine est à l'origine strictement spécialisé dans le street art.
Le nom du magazine fait référence à l'exposition Graffiti Art : Artistes américains et français, 1981 - 1991, qui a eu lieu de décembre 1991 à février 1992 au Musée des monuments français à Paris. Le numéro 10 (couverture réalisée par Tilt), est le premier numéro bilingue.  A cette occasion, Samantha Longhi rejoint Nicolas Chenus, en provenance de la Galerie Itinerrance, et en devient rédactrice en chef.
En 2012, Graffiti Magazine publie le premier guide de l'art contemporain urbain, rassemblant plus d'une centaine d'artistes ayant une reconnaissance sur le marché de l'art international à la même époque que son 15e numéro, devenu bilingue
2013-2019
En 2013, la Financière de loisirs, dirigée par Jean-Martial Lefranc, devient le nouvel éditeur du titre. 'Graffit Art est désormais le magazine culturel disposant de l’audience la plus forte en France[réf. nécessaire].
En août 2017, Financière de Loisirs reprend la totalité du titre à la suite de la décision de Samantha Longhi et Nicolas Chenus de se consacrer complètement au succès de leur galerie Openspace. 
Le magazine passe de trimestriel à bimestriel à partir de son numéro 35 de septembre-octobre 2017.
À partir de 2019
Graffiti Art Magazine est acquis par ArtxPace en octobre 2019. Le magazine est à ce moment-là diffusé à 48 000 exemplaires dans 15 pays.
La soirée de lancement du 5 novembre 2019 chez Fluctuart a réuni plus de 400 artistes, fans, membres de la communauté Street Art.
En novembre 2019, une lettre d'informations mensuelle, GraffitiART News, est lancée.
Une nouvelle formule apparaît avec le numéro 48 avec la volonté d’être plus proche des origines Street Art. De nouvelles rubriques sont créées : Place2Art, 1 Destination 5 spots... Le numéro 48 est aussi l’occasion de relocaliser l’impression du magazine en région parisienne pour réduire son empreinte écologique et développer l’emploi en France.
Une nouvelle application disponible sur iOS et Android est lancée en mai 2020 et reprend les archives depuis l'origine. 